# АЭС Барака
АЭС Барака (араб. محطة توليد براكة‎) — первая и единственная атомная электростанция на западе ОАЭ. Станция расположена на побережье Персидского залива в регионе Эд-Дафра эмирата Абу-Даби, в 250 км от Абу-Даби и в 53 км к юго-западу от города Эр-Рувайс.
АЭС строится по американскому проекту, аналогичному проекту крупнейшей АЭС США – Пало-Верде, построенной еще в 1976 году. Проект был доработан с учетом современных требований по защищенности и безопасности и адаптирован к местным условиям (песчаные бури, более высокая температура воды в Персидском заливе, чем в Желтом и Японских морях у берегов Южной Кореи).
Реакторы относятся к третьему поколению. Первоначальная стоимость проекта составляла 20 млрд долларов, позднее Блумберг назвал сумму в 25 млрд.
Nawah Energy Company является совместной дочерней компанией Emirates Nuclear Energy Corporation (ENEC) и южнокорейской KEPCO по эксплуатации и техническому обслуживанию данной АЭС.

## История
В апреле 2008 года правительство ОАЭ объявило о своей заинтересованности в использовании ядерной энергии в качестве дополнительного источника для удовлетворения растущих потребностей страны в электроэнергии.
В декабре 2009 года южнокорейский консорциум, возглавляемый компанией Korea Electric Power Corp, был назван победителем в международном тендере по выбору подрядчика для создания четырех энергоблоков в ОАЭ. Четыре реактора PWR APR-1400 мощностью 1400 МВт каждый предполагается построить к 2022 году. Срок эксплуатации каждого объекта определен в 60 лет. Строительство первого блока АЭС "Барака" началось 18 июля 2012 года, работы на остальных блоках начинались примерно с интервалом в год. Строительство второго блока АЭС "Барака" началось в апреле 2013 года.
Несмотря на высокую строительную готовность, пуск первого энергоблока перенесён на конец 2019 года или на начало 2020 года. Возможной причиной могут быть выявленные проблемы с бетоном на блоках строящейся АЭС. Президент корейской компании KEPCO, которая ведет строительство АЭC, Ким Чен Гап сообщил, что строительство остановлено из-за обнаружения трещин в бетоне.
В феврале 2020 года федеральное агентство ОАЭ по регулированию атомной деятельности выдало лицензию на запуск первого блока атомной станции Барака. Об этом сообщил постоянный представитель ОАЭ в МАГАТЭ и заместитель главы совета директоров агентства Хамад Аль Кааби.

Первый из четырех энергоблоков АЭС "Барака" успешно запущен 1 августа 2020 г. Согласно данным МАГАТЭ подключение первого энергоблока к энергосистеме страны состоялось 19 августа 2020 года.
6 апреля 2021 года первый энергоблок введён в промышленную эксплуатацию.
Согласно данным МАГАТЭ подключение второго энергоблока к энергосистеме страны состоялось 14 сентября 2021 года.
Станция уже является крупнейшим единым источником электроэнергии в ОАЭ, поскольку первый энергоблок, достигший первой критичности в августе 2020 года, вступил в промышленную эксплуатацию в апреле 2021 года. После полного ввода в эксплуатацию четырехблочная станция будет производить 5,6 гигаватт электроэнергии, предотвращая при этом выброс более 21 миллиона тонн углекислого газа в год.
В начале декабря 2018 года эмиратская корпорация ENEC признала наличие пустот в блоке № 3 и небольшие пустоты в блоке № 2.
Строительство третьего и четвертого энергоблоков также находится на завершающей стадии. По данным ENEC, по состоянию на июнь 2021 года строительство этих энергоблоков было завершено на 94% и 89% соответственно.
22 сентября 2022 года реактор третьего энергоблока запущен и выведен на первую критичность, чем ознаменовался физический пуск реактора, 8 октября того же года энергоблок подключен к энергосети.

## Информация об энергоблоках
| Энергоблок | Тип реакторов | Мощность | Мощность | Начало строительства | Физпуск    | Подключение к сети | Ввод в эксплуатацию | Закрытие |
| Энергоблок | Тип реакторов | Чистый   | Брутто   | Начало строительства | Физпуск    | Подключение к сети | Ввод в эксплуатацию | Закрытие |
| ---------- | ------------- | -------- | -------- | -------------------- | ---------- | ------------------ | ------------------- | -------- |
| Барака-1   | PWR, APR-1400 | 1345 МВт | 1400 МВт | 19.07.2012           | 31.07.2020 | 19.08.2020         | 01.04.2021          | —        |
| Барака-2   | PWR, APR-1400 | 1345 МВт | 1400 МВт | 16.04.2013           | 27.08.2021 | 14.09.2021         | 24.03.2022          | —        |
| Барака-3   | PWR, APR-1400 | 1345 МВт | 1400 МВт | 24.09.2014           | 22.09.2022 | 08.10.2022         | 24.02.2023          | —        |
| Барака-4   | PWR, APR-1400 | 1345 МВт | 1400 МВт | 30.07.2015           | 01.03.2024 | 23.03.2024         | 05.09.2024          | —        |